# Wereldbeker schaatsen 2011/2012 - Massastart vrouwen
De massastart voor vrouwen stond tijdens de wereldbeker schaatsen 2011/2012 voor het eerst officieel op het programma, eerder was het onderdeel wel al als demonstratie-evenement verreden. De massastart stond drie keer op het programma, namelijk op 27 november 2011 in Astana, op 4 maart 2012 in Heerenveen en tijdens de wereldbekerfinale een week later op 11 maart in Berlijn. Er was uiteraard nog geen titelverdedigster.
De eerste twee races werden gewonnen door de Nederlandse marathonschaatsster Mariska Huisman die twee keer de Duitse veterane Claudia Pechstein te snel af was. Tijdens de wereldbekerfinale in Berlijn waren de rollen omgekeerd en versloeg Pechstein in eigen huis Huisman, die wel nog tweede werd en het eindklassement won.

## Reglementen
De vrouwen rijden een race van 15 rondes. Na 6 en na 11 rondes zal er een tussensprint zijn waar de eerste vier rijdsters respectievelijk 5, 3, 2 en 1 punt krijgen. In de eindsprint na 15 rondes krijgen de eerste zes rijdsters respectievelijk 25, 15, 10, 5, 3 en 1 punt. Op deze manier is de winnaar van de eindsprint ook altijd de winnaar van de wedstrijd. De verdere einduitslag wordt eerst bepaald aan de hand van het behaalde aantal punten. Voor rijdsters die een gelijk puntenaantal behalen, inclusief diegenen zonder punten, is de volgorde van de eindsprint bepalend. Deelnemers die de race niet uitrijden, verliezen eventuele punten behaald in de tussensprints.

## Podia
| Wedstrijd: | Goud:                       | Tijd    | Punten | Zilver:                     | Punten | Brons:                            | Punten |
| Astana     | Mariska Huisman Nederland   | 8.08,90 | 25     | Claudia Pechstein Duitsland | 25     | Kim Bo-reum Zuid-Korea            | 10     |
| Heerenveen | Mariska Huisman Nederland   | 8.23,46 | 33     | Claudia Pechstein Duitsland | 20     | Foske Tamar van der Wal Nederland | 15     |
| Berlijn    | Claudia Pechstein Duitsland | 8.52,06 | 28     | Mariska Huisman Nederland   | 19     | Anna Rokita Oostenrijk            | 13     |

## Eindstand
| #      | Schaatsster             | AST | HEE | BER | Totaal |
| ------ | ----------------------- | --- | --- | --- | ------ |
| Goud   | Mariska Huisman         | 100 | 100 | 120 | 320    |
| Zilver | Claudia Pechstein       | 80  | 80  | 150 | 310    |
| Brons  | Anna Rokita             | 10  | 60  | 105 | 175    |
| 4      | Foske Tamar van der Wal |     | 70  | 90  | 160    |
| 5      | Maria Lamb              | 60  | 50  | 45  | 155    |
| 6      | Brooke Lochland         | 36  | 0   | 75  | 111    |
| 7      | Kim Bo-reum             | 70  |     | 40  | 110    |
| 8      | Janneke Ensing          | 45  | 40  |     | 85     |
| 9      | Karolina Domańska-Ksyt  | 14  | 32  | 28  | 74     |
| 10     | Nicole Garrido          | 24  |     | 32  | 56     |
| 11     | Isabell Ost             | 18  |     | 36  | 54     |
| 12     | Tatjana Michajlova      |     | 28  | 24  | 52     |
| 13     | Jilleanne Rookard       | 50  |     |     | 50     |
| 14     | Mari Hemmer             | 28  | 18  | 0   | 46     |
| 15     | Jevgenia Dmitrijeva     |     | 45  |     | 45     |
| 16     | Ivanie Blondin          | 40  |     |     | 40     |
| 17     | Olga Graf               |     | 36  |     | 36     |
| 18     | Linda de Vries          | 32  |     |     | 32     |
| 19     | Nele Armée              |     | 24  |     | 24     |
| 20     | Jelena Urvantseva       | 21  |     |     | 21     |
| 20     | Jelena Peeters          |     | 21  |     | 21     |
| 22     | Kaitlyn McGregor        | 16  |     |     | 16     |
| 22     | Victoria Spence         |     | 16  |     | 16     |
| 24     | Cindy Klassen           | 12  |     |     | 12     |

## Wereldbekerwedstrijden
Dit is een overzicht van de individuele wedstrijden.

### Astana
De allereerste massastart voor de wereldbeker verliep redelijk chaotisch. Er ontstond bij de rijdsters enige verwarring omdat de verkeerde rondenummers in het station werden getoond; dit kwam doordat de opwarmronde in het stadion als officiële ronde werd meegeteld. De ervaren langebaanschaatssters Cindy Klassen en Claudia Pechstein reden meerdere rondes op kop, maar toen halverwege de race het pelotonnetje in tweeën brak moest Klassen het laten afweten. Marathonrijdster Mariska Huisman wachtte tot de laatste ronde voorzichtig af en klopte Claudia Pechstein in de eindsprint. De Koreaanse Kim Bo-reum viel weliswaar op het laatste rechte eind, maar gleed alsnog als derde over de streep.
| Rang   | Schaatsster            | Punten massastart | Tijd    | Punten wereldbeker |
| ------ | ---------------------- | ----------------- | ------- | ------------------ |
| Goud   | Mariska Huisman        | 25                | 8.08,90 | 100                |
| Zilver | Claudia Pechstein      | 25                | 8.07,97 | 80                 |
| Brons  | Kim Bo-reum            | 10                | 8.08,21 | 70                 |
| 4      | Maria Lamb             | 6                 | 8.08,53 | 60                 |
| 5      | Jilleanne Rookard      | 6                 | 8.25,46 | 50                 |
| 6      | Janneke Ensing         | 5                 | 8.09,40 | 45                 |
| 7      | Ivanie Blondin         | 3                 | 8.08,63 | 40                 |
| 8      | Brooke Lochland        | 1                 | 8.41,39 | 36                 |
| 9      | Linda de Vries         | 0                 | 8.10,45 | 32                 |
| 10     | Mari Hemmer            | 0                 | 8.11,19 | 28                 |
| 11     | Nicole Garrido         | 0                 | 8.11,77 | 24                 |
| 12     | Jelena Urvantseva      | 0                 | 8.21,57 | 21                 |
| 13     | Isabell Ost            | 0                 | 8.24,10 | 18                 |
| 14     | Kaitlyn McGregor       | 0                 | 8.27,15 | 16                 |
| 15     | Karolina Domańska-Ksyt | 0                 | 8.27,77 | 14                 |
| 16     | Cindy Klassen          | 0                 | 8.31,34 | 12                 |
| 17     | Anna Rokita            | 0                 | 7.40,51 | 10                 |

### Heerenveen
Vijftien dames startten in deze tweede wedstrijd. Brooke Lochland nam het voortouw, maar viel in de zesde ronde. Claudia Pechstein won beide tussensprints (eentje gedeeld met Mariska Huisman) en moest twee ronden voor het einde flink aanzetten om een demarrage van Janneke Ensing en Olga Graf te counteren. Mariska Huisman en Foske Tamar van der Wal reden in de laatste ronde weg en mochten het tegen elkaar opnemen in de eindsprint.
| Rang   | Schaatsster             | Punten massastart | Tijd    | Punten wereldbeker |
| ------ | ----------------------- | ----------------- | ------- | ------------------ |
| Goud   | Mariska Huisman         | 33                | 8.23,46 | 100                |
| Zilver | Claudia Pechstein       | 20                | 8.24,13 | 80                 |
| Brons  | Foske Tamar van der Wal | 15                | 8.23,47 | 70                 |
| 4      | Anna Rokita             | 7                 | 8.24,43 | 60                 |
| 5      | Maria Lamb              | 6                 | 8.24,27 | 50                 |
| 6      | Jevgenia Dmitrijeva     | 1                 | 8.25,51 | 45                 |
| 7      | Janneke Ensing          | 1                 | 8.25,58 | 40                 |
| 8      | Olga Graf               | 0                 | 8.25,65 | 36                 |
| 9      | Karolina Domańska-Ksyt  | 0                 | 8.26,65 | 32                 |
| 10     | Tatjana Michajlova      | 0                 | 8.26,70 | 28                 |
| 11     | Nele Armée              | 0                 | 8.28,12 | 24                 |
| 12     | Jelena Peeters          | 0                 | 8.34,93 | 21                 |
| 13     | Mari Hemmer             | 0                 | 8.38,76 | 18                 |
| 14     | Victoria Spence         | 0                 | 8.46,01 | 16                 |
| NF     | Brooke Lochland         | —                 | —       | 0                  |

### Berlijn
Slechts twaalf dames startten in deze derde wedstrijd en laatste wedstrijd van het seizoen. De eerste ronden verliepen vrij rustig met uitzondering van de twee ronden in aanloop naar de eerste tussensprint die gewonnen werd door Foske Tamar van der Wal voor Rokita, Huisman en Ost. Na de tussensprint zakte het tempo weer wat in totdat Brooke Lochland als eerste vrouw los kwam uit het peloton. De Nederlandse en Duitse vrouwen gingen in de achtervolging, maar kwamen net te laat om te voorkomen dat Lochland de tweede tussensprint won.
In het rondje na de tweede tussensprint ging Nicole Garrido op avontuur en ze kreeg een behoorlijke voorsprong. Toch werd ze net op tijd ingelopen waarna Pechstein de Nederlandse vrouwen verraste door de sprint al vroeg aan te gaan en van kop af te winnen.
| Rang   | Schaatsster             | Punten massastart | Tijd    | Punten wereldbeker |
| ------ | ----------------------- | ----------------- | ------- | ------------------ |
| Goud   | Claudia Pechstein       | 28                | 8.52,06 | 150                |
| Zilver | Mariska Huisman         | 19                | 8.52,32 | 120                |
| Brons  | Anna Rokita             | 13                | 8.52,60 | 105                |
| 4      | Foske Tamar van der Wal | 11                | 8.52,88 | 90                 |
| 5      | Brooke Lochland         | 5                 | 9.19,61 | 75                 |
| 6      | Maria Lamb              | 3                 | 8.53,24 | 45                 |
| 7      | Kim Bo-reum             | 1                 | 8.53,69 | 40                 |
| 8      | Isabell Ost             | 1                 | 8.59,22 | 36                 |
| 9      | Nicole Garrido          | 0                 | 8.54,41 | 32                 |
| 10     | Karolina Domańska-Ksyt  | 0                 | 8.59,41 | 28                 |
| 11     | Tatjana Michajlova      | 0                 | 9.10,55 | 24                 |
| NF     | Mari Hemmer             | —                 | —       | 0                  |

2011/2012 · 
2012/2013 · 
2013/2014 · 
2014/2015 · 
2015/2016 · 
2016/2017 · 
2017/2018 · 
2018/2019 · 
2019/2020 · 
2020/2021 · 
2021/2022 · 
2022/2023 · 
2023/2024 · 
2024/2025